# Karl Jobst
Karl Jobst (nascido em 7 de fevereiro de 1986) é um speedrunner de GoldenEye 007 e Perfect Dark, youtuber e jornalista investigativo australiano, cujo trabalho se concentra em expor cheating e fraude na comunidade de jogos eletrônicos. Ele também cobre outros feitos relacionados a speedruns e desafios, como histórias de recordes mundiais.

## Carreira despeedrunning
Jobst estabeleceu o recorde mundial de speedrunning para o primeiro nível de Goldeneye 007 em 2 de dezembro de 2017, completando a run em 52 segundos na dificuldade Agent, batendo o recorde de 53 segundos estabelecido pelo ex-campeão mundial de Perfect Dark Bryan Bosshardt em 27 de setembro de 2002. Este feito foi descrito por Owen S. Good da revista de jogos Polygon como "semelhante à milha em menos de quatro minutos [en], multiplicada pela quebra da barreira do som." Ele é o terceiro em número de recordes mundiais de Goldeneye 007 pela autoridade de speedrunning do jogo. Jobst foi reconhecido como o "Campeão de Perfect Dark" (o que significa que ele foi estatisticamente considerado o jogador número um do mundo no jogo, de acordo com o ranking da comunidade) de 10 de novembro de 2002 a 24 de dezembro de 2003; 26 de julho de 2016 a 30 de julho de 2016; 31 de julho de 2016 a 19 de março de 2020; e 21 de março de 2020 a 25 de março de 2020 (empate). Em 11 de março de 2022, Jobst havia estabelecido 199 recordes mundiais de níveis individuais ao longo de sua carreira, dos quais 9 permanecem (embora todos posteriormente empatados por outros jogadores).
No final de 2021, Jobst iniciou um podcast de speedrunning chamado The Legends Postcast, ao lado de Tomatoanus. Em setembro, Tomatoanus anunciou o cancelamento de episódios futuros e a retirada de episódios anteriores, depois que Jobst foi acusado de racismo a partir de mensagens vazadas. Em um vídeo, Jobst negou as acusações, afirmando que as mensagens foram tiradas de contexto.

## Trabalho investigativo

### Heritage Auctions e Wata Games
Em 23 de agosto de 2021, Jobst lançou um documentário no YouTube alegando fraude e conflito de interesses entre Heritage Auctions, uma empresa que vende jogos retrô por preços recordes (incluindo uma cópia de Super Mario Bros. por mais de 2 milhões de dólares), Wata Games, uma agência que classifica jogos raros, e colecionadores de jogos eletrônicos com a intenção de fabricar uma bolha econômica de jogos retrô. Jobst alegou que o CEO da Wata, Deniz Kahn, e o cofundador da Heritage Auctions, Jim Halperin, manipularam o mercado por meio de comunicados à imprensa e aparições na televisão em Pawn Stars, além de limitar a disponibilidade de informações comprando e fechando o site de jogos retrô NintendoAge. A Wata Games negou as alegações. Em uma declaração feita ao Video Games Chronicle, a Heritage Auctions respondeu ao vídeo de Jobst dizendo que não havia se envolvido em nenhuma atividade ilegal.

### Badabun
Em dezembro de 2017, a rede de mídia mexicana Badabun enviou um vídeo supostamente mostrando o membro da rede Tavo Betancourt fazendo um speedrun de Super Mario Bros. em tempo recorde. Jobst publicou um vídeo em janeiro de 2020 revelando que o vídeo de Badabun havia sido falsificado, mostrando várias inconsistências e irregularidades encontradas nas supostas filmagens e demonstrando que as filmagens vieram de runs roubadas e emendadas de detentores de recordes mundiais reais no jogo como Kosmic e Darbian.

### Billy Mitchell
O jogador estadunidense Billy Mitchell foi acusado por Jobst de trapacear para obter seus recordes nos jogos de arcade Donkey Kong e Pac-Man, alegações que já vinham sendo feitas há anos. Mitchell processou Jobst por difamação, pedindo indenização de 450 mil dólares, tendo também processado o youtuber Benjamin Smith, conhecido como Apollo Legend, e o site de speedrunning Twin Galaxies por queixas semelhantes. As alegações de Jobst contra Mitchell também incluíam alegações de que o processo de Mitchell contra Smith contribuiu para sua saúde mental precária e suicídio.

### Schmooey
Em janeiro de 2022, Jobst alegou em um vídeo que um conhecido speedrunner de Guitar Hero e recordista mundial chamado Schmooey havia trapaceado para obter seus recordes, falsificando vídeos com segmentos pré-gravados e emendas de imagens. O vídeo de Jobst se tornou viral, e Schmooey respondeu confirmando que seus vídeos foram totalmente falsificados.

### Outros
Jobst cobriu outros escândalos de trapaça na comunidade de jogos, incluindo um incidente envolvendo speedruns do maior youtuber de Minecraft, Dream, que resultou em seus recordes serem removidos dos rankings oficiais.
Em agosto de 2019, Jobst relatou o recorde mundial de E1M1, o primeiro nível de Doom, que havia sido quebrado recentemente por 4shockblast. O recorde permanecera por mais de 20 anos.